# Mycalesis palawensis
Mycalesis palawensis är en fjärilsart som beskrevs av Hans Fruhstorfer 1900. Mycalesis palawensis ingår i släktet Mycalesis och familjen praktfjärilar. Inga underarter finns listade i Catalogue of Life.